# HSCSD
A HSCSD egy mobiltelefon-adatátviteli technológia.
A HSCSD (High Speed Circuit Switched Data) technológia lehetővé teszi a nagysebességű adatátvitelt egy GSM hálózaton keresztül. Segítségével jóval gyorsabban és könnyebben lehet elérni az internet-, intranet- vagy más szolgáltatásokat, amelyek adatátvitelen alapulnak. Az elért sebesség attól függ, hogy hány rádiócsatornán át történik az adatátvitel. A 4 sávon történő adatátvitel elérheti a 38,4 Kbps-t, ha mindegyik csatorna 9,6 Kbps sebességet használ; vagy az 57,6 Kbps-t, ha mindegyik csatorna 14,4 Kbps-t használ.